# Navy and Army War Fund Shield
Der Navy and Army War Fund Shield war ein einmalig ausgetragener Fußball-Pokalwettbewerb in Schottland. Er wurde im Jahr 1918 während des Ersten Weltkriegs ausgetragen. Alle Einnahmen gingen an Fußballspieler und ihren Familien die im Krieg gekämpft hatten oder gefallen waren. Es war beabsichtigt ein jährliches Turnier auszutragen. Der Krieg endete allerdings noch im selben Jahr. Dem Gewinner wurde keine Siegertrophäe überreicht. Der Wettbewerb begann am 9. März 1918 und endete mit dem Finale am 4. Mai 1918 im Hampden Park von Glasgow. Im Endspiel um den Navy and Army War Fund Shield standen sich Celtic Glasgow und Greenock Morton gegenüber. Celtic gewann das Finale durch ein Tor von Patsy Gallacher mit 1:0. 

## Qualifikationsrunde
Ausgetragen wurden die Spiele zwischen dem 9. März und 6. April 1918.
|                 | Ergebnis  |                  |
| --------------- | --------- | ---------------- |
| FC St. Mirren   | 2:3 n. V. | FC Kilmarnock    |
| Greenock Morton | 3:1       | Third Lanark     |
| FC Clydebank    | 2:1       | FC Airdrieonians |

## 1. Runde
Ausgetragen wurden die Begegnungen am 20. April 1918.
|                 | Ergebnis |                 |
| --------------- | -------- | --------------- |
| Celtic Glasgow  | 2:1      | FC Queen’s Park |
| Glasgow Rangers | 3:0      | Partick Thistle |
| Greenock Morton | 7:1      | FC Kilmarnock   |
| FC Motherwell   | 1:2      | FC Clydebank    |

## Halbfinale
Ausgetragen wurden die Begegnungen am 27. April 1918.
|                 | Ergebnis |                 |
| --------------- | -------- | --------------- |
| Celtic Glasgow  | 2:0      | FC Clydebank    |
| Glasgow Rangers | 1:3      | Greenock Morton |

## Finale
| Celtic Glasgow                              | Celtic Glasgow | Greenock Morton | Greenock Morton |
| ------------------------------------------- | --- | --- | --------------- |
| Celtic Glasgow                              | \| Finale \| \| 4. Mai 1918 in Glasgow (Hampden Park) \| \| Ergebnis: 1:0 (1:0) \| \| Zuschauer: 15.000 \| \| Schiedsrichter: G. W. Hamilton (Motherwell) \| \| Spielbericht \|    | \| Finale \| \| 4. Mai 1918 in Glasgow (Hampden Park) \| \| Ergebnis: 1:0 (1:0) \| \| Zuschauer: 15.000 \| \| Schiedsrichter: G. W. Hamilton (Motherwell) \| \| Spielbericht \| | Greenock Morton |
| Celtic Glasgow                              | Charlie Shaw – Alec McNair, Joe Dodds, John Jackson, Willie McStay, Hugh Brown, Frank Kelly, Patsy Gallacher, John Browning, Adam McLean, Jimmy McMenemy Cheftrainer: Willie Maley | Jock Bradford, Morrison, George Ormond, Valentine Lawrence, Jackie Wright, McLean, Grant, Robertson, Alex McNab, Robert Stevenson, Stan Seymour Cheftrainer: Bob Cochrane       | Greenock Morton |
| Celtic Glasgow                              | 1:0 Patsy Gallacher (?.) | | Greenock Morton |
| Finale                                      | | |                 |
| 4. Mai 1918 in Glasgow (Hampden Park)       | | |                 |
| Ergebnis: 1:0 (1:0)                         | | |                 |
| Zuschauer: 15.000                           | | |                 |
| Schiedsrichter: G. W. Hamilton (Motherwell) | | |                 |
| Spielbericht                                | | |                 |